# Dhofar 004
Dhofar 004 — метеорит-хондрит масою 163 грами. Його хімічний склад за винятком деяких хімічних елементів аналогічний Сонцю.